# Cornelia Tăutu
Cornelia Tăutu (Odorheiu Secuiesc, Romania, 10 de març de 1938 – Alemanya, 24 de març de 2019) va ser una compositora romanesa, coneguda principalment per la seua música cinematogràfica.

## Biografia
Cornelia Tăutu nàixer l'any 1938 a Odorheiu Secuiesc, una ciutat a l'est de la regió de Transilvania. Va estudiar al Conservatori de Bucarest entre els anys 1960 i 1965, tenint entre els seus professors a Mihail Jora en composició, Aurel Stroe en orquestració i Emilia Comișel en música folklòrica. Després de llicenciar-se, va treballar durant deu anys com a investigadora científica a l'Institut d'Etnografia i Folklore "Constantin Brailoiu" de Bucarest, i després com a editora a l'Editorial de Música de Bucarest. Més tard, va cursar estudis de postgrau a la Universitat de Long Island a Nova York, entre 1971 i 1972.
Tăutu va guanyar dos premis de música cinematogràfica de l'Associació de Cineastes de Romania (ACIN): per la pel·lícula Zidul (1975) i per Moromeții (1987). També va ser guardonada amb el premi de l'Acadèmia Romanesa l'any 1990.
Cornelia Tăutu va morir mentre estava a Alemanya, el 24 de març de 2019, a l'edat de 81 anys.

## Obra

### Peces musicals
- Música simfònica:
  - Concertino (1965)
  - Contrapunct (1968)
  - Invencions per a piano i orquestra (1969)
  - Segmente (1970)
  - Zaruri (1971)
  - Palingenesia - Poema de 1907 (1977, revisada l'any 1986)
  - Stampe (1984)
  - Simfonietta (1986)
  - Simfonia Nº1 (1987)
  - Concert per a piano i orquestra (1989)
- Música de cambra:
  - Trio per a flauta, arpa i piano (1965)
  - Concert per a 12 instruments (1966)
  - Quartet de corda (1971)
  - Zig-zag (1971)
  - Invencions per a piano (1971)
  - Collage (1972)
  - Sonata Nº1 per a piano (1973)
  - Ecouri de colind (1982)
  - Sonata Nº2 per a piano (1983)
  - Omagiu pentru pace (1986)
  - Vuit peces per a piano (1988)
  - De doi (1994)
- Música coral:
  - Divertisment folcloric (1976)
  - Sub soarele cu raze tricolore (1981)
  - Poveste antirăzboinică (1982)
  - Triptych (1991)

Algunes obres seues van ser gravades en CD:
- Romanian Women Composers 2, Musica Nova and The Romanian Radio Broadcasting Corporation, 2006
- MARIN CONSTANTIN, Electrecord
- Romania Today (30 iunie 1998) de Dinescu, Dediu, Stroe, Brumariu, et al., Pro Viva (Ger), ASIN: B000007TAJ

### Música cinematogràfica
- Stejar – extremă urgență (1974)
- Zidul (1975)
- Patima (1975)
- Buzduganul cu trei peceți (1977)
- Acțiunea „Autobuzul” (1978)
- Din nou împreună (1978)
- Ciocolată cu alune (1978)
- Vacanță tragică (1979)
- Rug și flacără (1979)
- Dumbrava minunată (1980)[2]
- Fiul munților (1981)
- Destine romantice (1981)
- Femeia din Ursa Mare (1981)
- Rămîn cu tine (1981)
- Căruța cu mere (1982)
- Imposibila iubire (1984)
- Coasa (1984)
- Trenul de aur (1986)[3]
- Moromeții (1987)
- Cetatea ascunsă (1987)
- Enigma (1988)
- Cinci minute înainte de miezul nopții (1989)
- Enigmele se explică în zori (1989)
- Drumeț în calea lupilor (1989)
- Rămînerea (1991)
- Drumul câinilor (1992)

### Música per a teatre
- Premiera (1970)
- Prometeu încătușat (1972)
- Aici este soarele meu (1972)
- Hangița (1973)
- Inimă rece (1973)
- Frumoasa fără corp (1974)
- Medeea (1974)
- A treia țeapă (1978)
- Scurt circuit la creier (1981)
- Uite-l, nu e! (1986)
- Un anotimp fără nume (1987)